# 內貝利夫
48°49′2″N 24°13′14″E / 48.81722°N 24.22056°E
內貝利夫（羅馬化：Nebyliv）是烏克蘭西部的村莊，隸屬伊萬諾-弗蘭科夫斯克州的卡盧什區。該村始建於1546年，面積35.2平方公里，2001年人口3,400，人口密度每平方公里96.6人。